# Ximena Galarza
Ximena Galarza Lora (Camiri, Departament de Santa Cruz, Bolívia, 14 de gener de 1972) és una presentadora de televisió i periodista boliviana.

## Biografia
Ximena Galarza va néixer el 14 de gener de 1972 a la ciutat de Camiri, al Departament de Santa Cruz. Va començar els estudis escolars l'any 1978 i va acabar el batxillerat l'any 1989.
Va arribar des de Camiri a la ciutat de La Paz al 1989 amb l'objectiu d'estudiar enginyeria geològica. Després d'un contacte amb el gerent de televisió estatal de l'època Antonio Eguino, va realitzar un prova per a televisió i va ser llavors que va decidir dedicar-se al periodisme.

## Carrera periodística
Va iniciar la seva carrera en els mitjans de comunicació l'any 1989, quan va començar a treballar a Televisió Boliviana Canal 7. Posteriorment la xarxa Galavisión de Santa Cruz la va convidar a conduir el seu telenotícies. L'any 1994 la Red Uno de Bolívia la va convidar a formar part de l'equip de La Paz per al rellançament del canal. Ximena Galarza va acceptar la plaça i va assumir el rol de periodista i presentadora del telenotícies central i va assumir posteriorment ser cap de premsa.
Va treballar a la cadena Red Uno a La Paz com a presentadora i conductora de televisió. Va conduir a més un programa similar al de Cristina Salagueri, Laura Bozzo o Mónica Zevallos, anomenat Atrévete, per ajudar moltes persones i reflectir la realitat de la societat boliviana l'any 2000, el programa només va durar un any, ja que va haver de tornar a la seva terra durant un temps.
En 2014 va reaparèixer en la televisió boliviana: a Televisió Universitària va conduir el programa Jaque Mate.
A més, va actuar com a actriu a la pel·lícula El Triangle del Llac juntament amb David Mondaca i Jorge Ortiz Sánchez de 1998 a 1999. En la pel·lícula va ser l'antagonista principal.

## Premis
- Premi Internacional Dona Coratge 2020[5]